# Aipysurus
Aipysurus – rodzaj węży z rodziny zdradnicowatych (Elapidae).

## Zasięg występowania
Rodzaj obejmuje gatunki występujące w wodach wschodniego Oceanu Indyjskiego i zachodniego Oceanu Spokojnego.

## Systematyka

### Etymologia
- Aipysurus: gr. αιπυς aipus „wysoki”[10]; ουρα oura „ogon”[11].
- Stephanohydra: gr. στεφανος stephanos „diadem, korona”, od στεφανοω stephanoō „koronować”[12]; υδρα hudra „wąż morski”[13]. Gatunek typowy: Stephanohydra fusca von Tschudi, 1837.
- Hypotropis: gr. ὑπο hupo „pod, poniżej”[14]; τροπις tropis, τροπιδος tropidos „kil statku”[15]. Gatunek typowy: Hypotropis jukesii J.E. Gray, 1846 (= Aipysurus laevis Lacépède, 1804).
- Tomogaster: gr. τομος tomos „ostry, tnący”, od τεμνω temnō „ciąć”[16]; γαστηρ gastēr, γαστρος gastros „brzuch”[17]. Gatunek typowy: Tomogaster eydouxii J.E. Gray, 1849.
- Pelagophis: gr. πελαγος pelagos „morze”[18]; οφις ophis, οφεως opheōs „wąż”[19]. Gatunek typowy: Pelagophis lubricus Peters & Doria, 1878 (= Aipysurus duboisi Bavay, 1869).
- Smithohydrophis: Malcolm Arthur Smith (1875–1958), brytyjski herpetolog i lekarz pracujący na Półwyspie Malajskim; rodzaj Hydrophis Latreille, 1801[8]. Gatunek typowy: Aipysurus apraefrontalis M.A. Smith, 1926.

### Podział systematyczny
Do rodzaju należą następujące gatunki:
- Aipysurus apraefrontalis Smith, 1926
- Aipysurus duboisii Bavay, 1869 – krępacz wręgowany[20]
- Aipysurus eydouxii (Gray, 1849) – krępacz kolczasty[20]
- Aipysurus foliosquama Smith, 1926
- Aipysurus fuscus (Tschudi, 1837)
- Aipysurus laevis Lacépède, 1804 – krępacz olbrzymi[21]
- Aipysurus mosaicus[22] Sanders, Rasmussen, Elmberg, Mumpuni, Guinea, Blias, Lee & Fry, 2012
- Aipysurus pooleorum Smith, 1974
- Aipysurus tenuis Lönnberg & Andersson, 1913